# 10285 Renémichelsen
10285 Renémichelsen là một tiểu hành tinh vành đai chính với chu kỳ quỹ đạo là 1318.9741019 ngày (3.61 năm).
Nó được phát hiện ngày 17 tháng 8 năm 1982.